# Catedral de St Andrews
A Catedral de St Andrew (em inglês:  Cathedral of St Andrew, frequentemente referenciada como em inglês:  St Andrews Cathedral, é uma catedral católica romana em ruínas em St. Andrews, Fife, Escócia. Foi construída em 1158 e tornou-se o centro da Medieval Catholic Church in Scotland como sede da Arquidiocese de St Andrews e do Bispado  e Arcebispado de St Andrews. Caiu em desuso e ruína após a confissão católica ter sido banida durante a Reforma Escocesa do século XVI. Atualmente é um monumento sob custódia do Historic Environment Scotland. As ruínas indicam que o edifício tinha aproximadamente 119 m de comprimento, a maior igreja construída na Escócia.

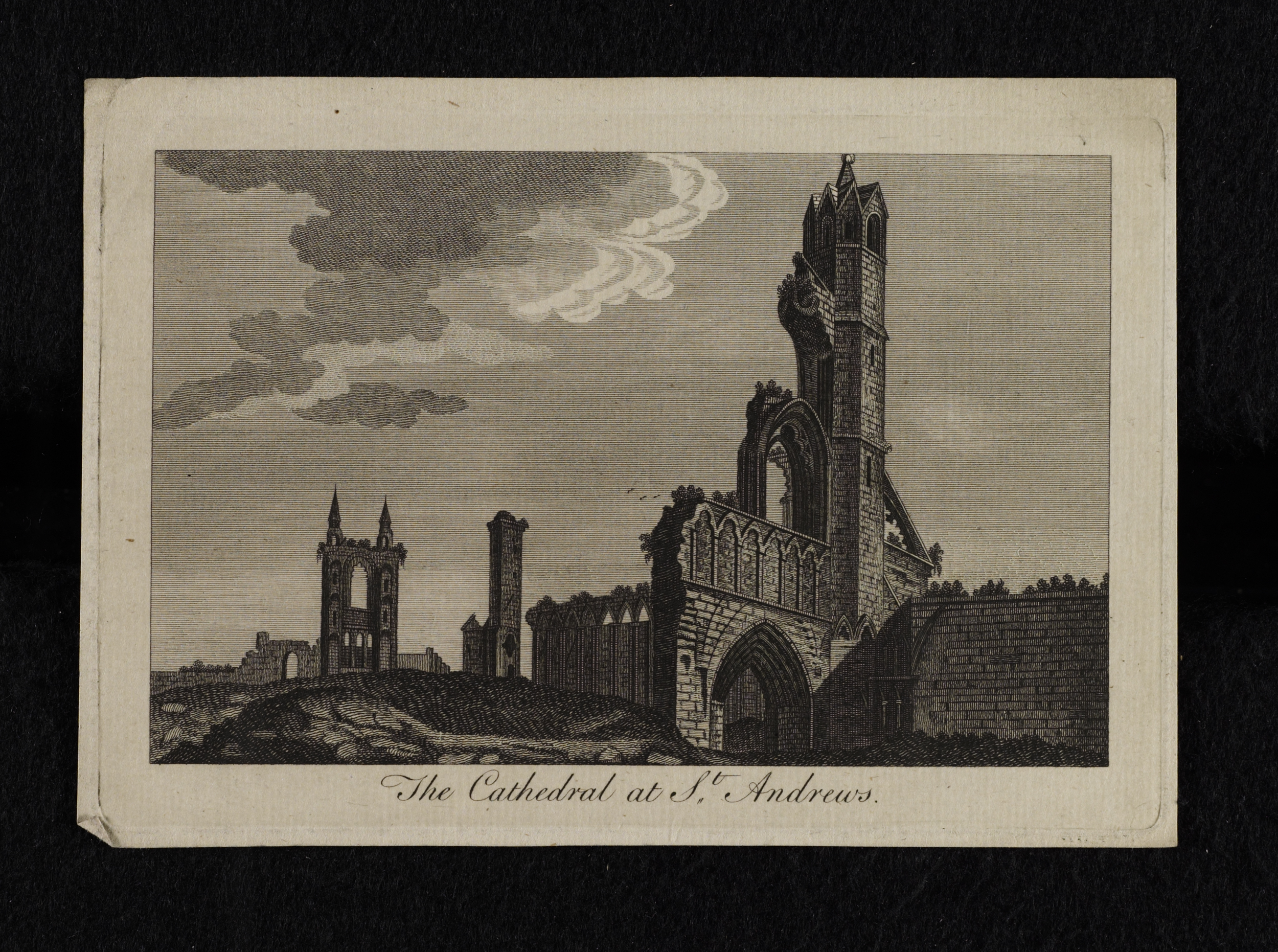
Vista histórica da Catedral de St Andrews

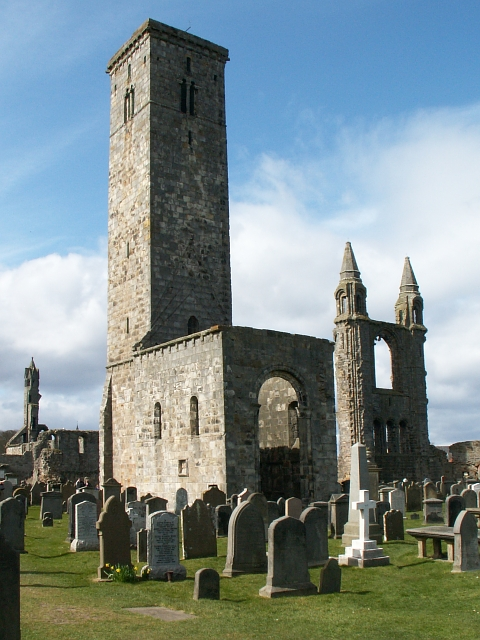
Torre da Igreja St Rule

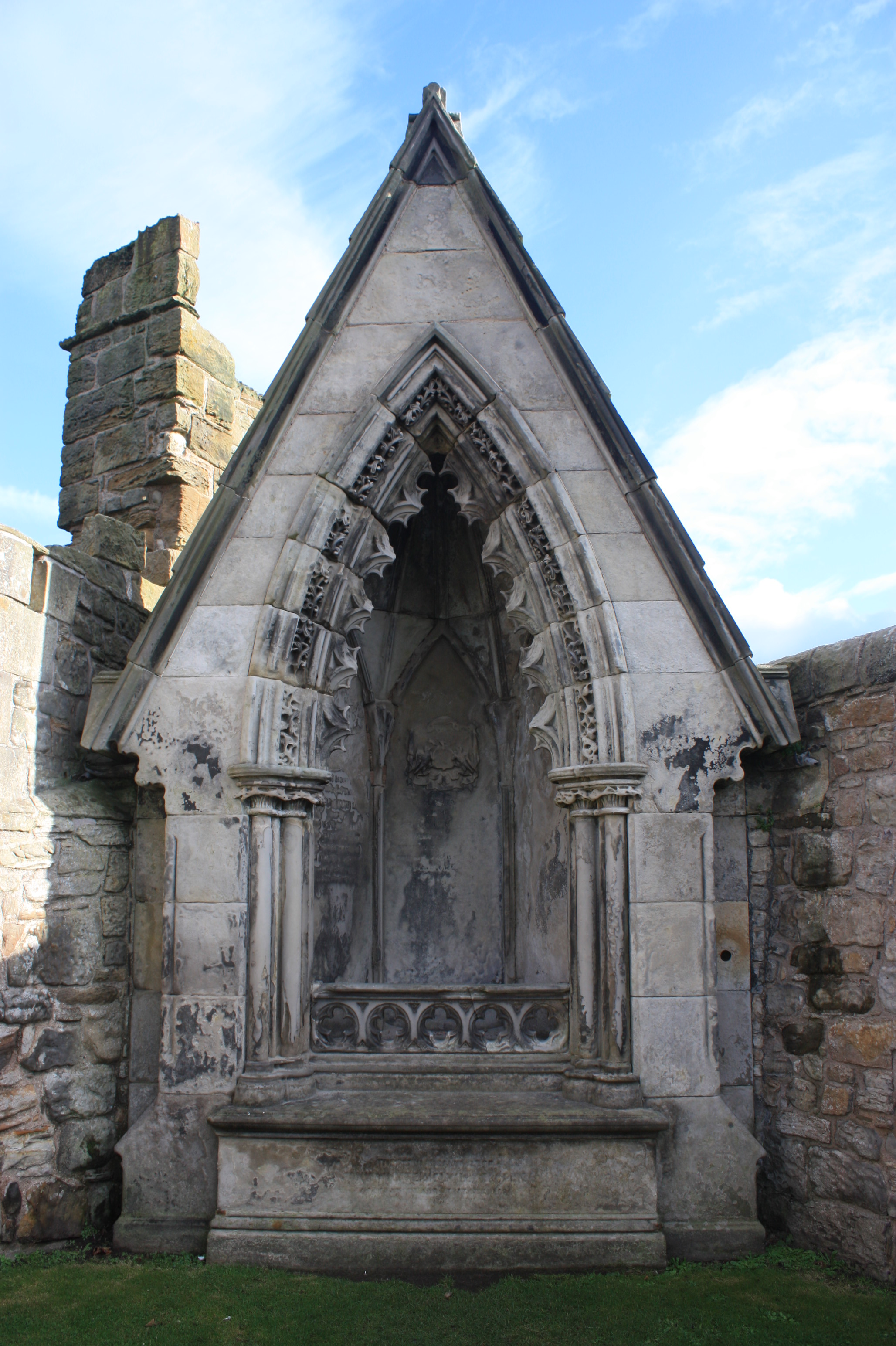
O Whyte-Melville memorial

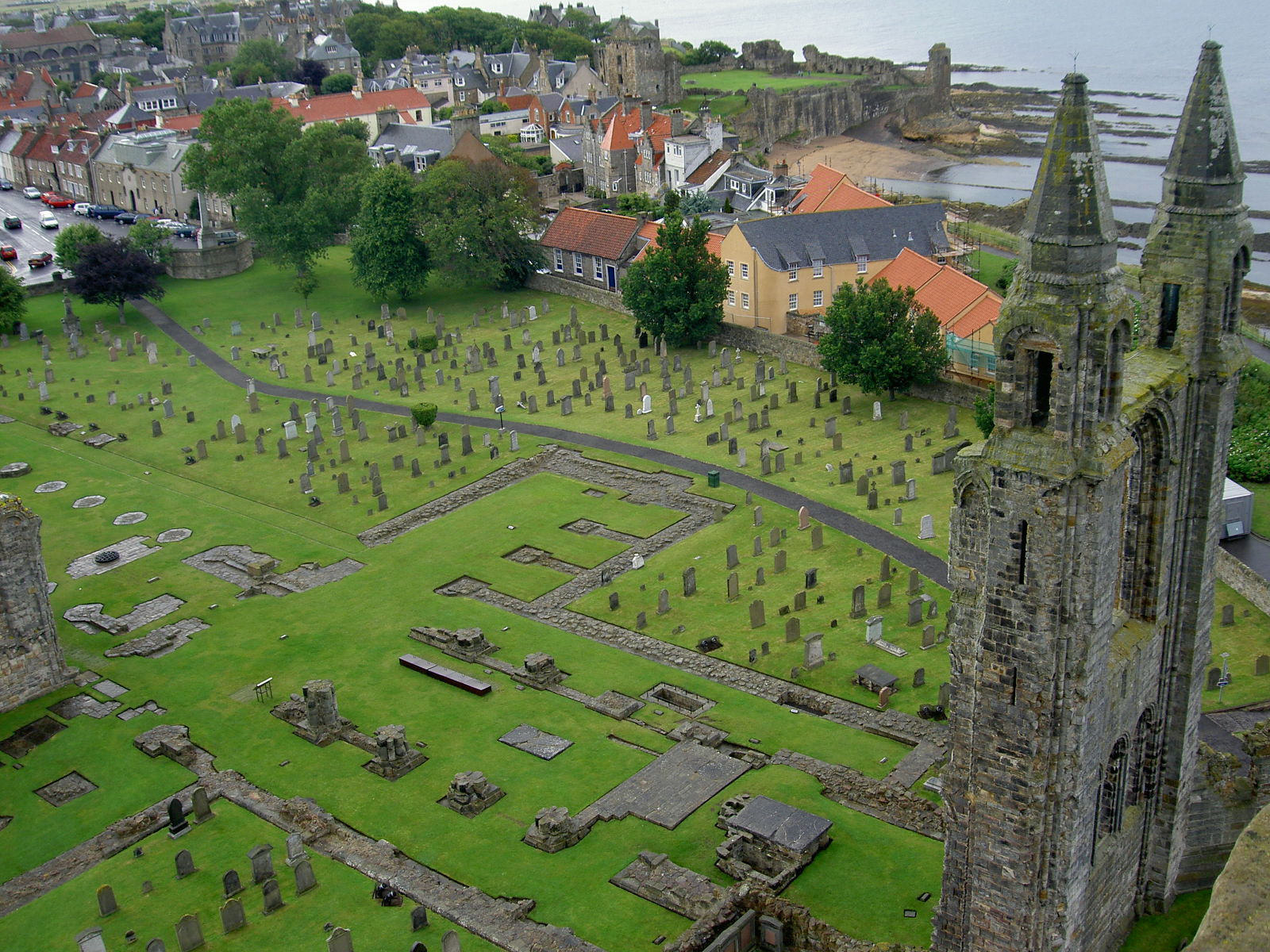
Vista do topo da Torre St. Rule

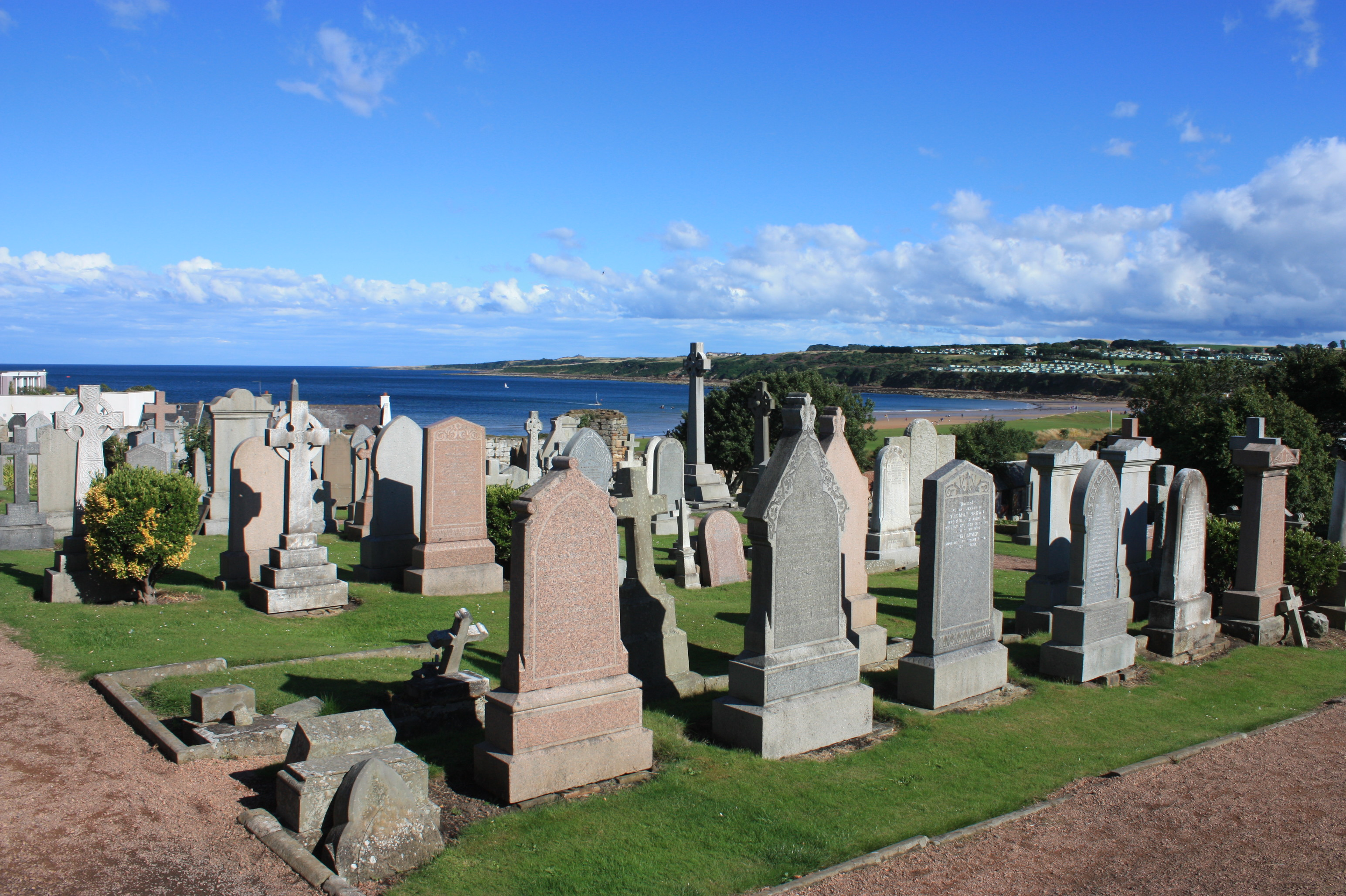
O cemitério leste

## Sepultamentos

### Na catedral
- Roger de Beaumont (m. 1202)
- William Wishart (m. 1279)
- William de Lamberton (1328, no lado norte do altar)
- William Fraser (bispo de St Andrews) (1297, seu coração foi sepultado na parede da igreja por seu sucessor, William de Lamberton)
- William de Landallis (1385, na sacristia da igreja)
- James Kennedy (bishop) (1465, em uma magnífica tumba que ele havia construído na Capela de São Salvador, cujas ruínas ainda são visíveis)
- Andrew Forman (m. 1521)

### No cemitério da catedral
- Very Rev John Adamson
- John Anderson, Principal of St Leonards College
- Rev Alexander Anderson (1676-1737) son of above
- Rev Prof George Buist
- Robert Chambers
- Rev Prof George Cook
- Rev Prof John Cook
- Rev Prof William Crawford DD father of Thomas Jackson Crawford
- Sir Robert Anstruther Dalyell
- Prof James Donaldson (classical scholar)
- Adam Ferguson
- Andrew Forman
- Rev Prof James Gillespie
- Rev Prof Thomas Gillespie, Professor of Humanity
- Robert Haldane
- Thomas Halyburton
- Matthew Forster Heddle
- George Hill (minister)
- Prof Henry David Hill
- Rev Prof James Hunter
- Prof Thomas Jackson
- David Miller Kay, military hero, author and missionary
- Prof Peter Redford Scott Lang, mathematician
- Rev Prof John McGill LLD, tradutor do Antigo Testamento
- Norman MacLeod (The Wicked Man)
- Young Tom Morris
- Old Tom Morris
- William Henry Murray
- Rev Francis Nicoll DD Principal of St Salvator's College, St Andrews
- Hugh Lyon Playfair
- Rev James Playfair (minister) (somente memorial)
- Lt Col Sir Robert Lambert Playfair LLD, soldier and author
- Prof Alexander Roberts
- Allan Robertson
- Rev Professor Daniel Robertson (1755-1817)
- Rev Prof Samuel Rutherford
- Santo André (restos parciais)
- Very Rev Robert Small (1732-1808) Moderador em 1791
- William Spalding (writer)
- Very Rev Prof Alexander Stewart Principal of St Andrews University in 1915, Moderator of the General Assembly of the Church of Scotland in 1911
- Rev Prof John Trotter
- Alexander Watson, Provost of St Andrews
- Major John and Lady Catherine Whyte-Melville (the large monument in the far corner of the churchyard)
- Prof William Wright (orientalist)

### Cemitério leste
- Col Robert Hope Moncrieff Aitken, Victoria Cross recipiente
- Warington Baden-Powell fundador do Sea Scouts
- Wilhelmina Barns-Graham
- Prof John Birrell
- Andrew Kennedy Hutchison Boyd
- Sir Napier Burnett
- Sir Guy Colin Campbell
- Reginald Fairlie
- William Lewis Ferdinand Fischer, FRS
- James Ross Gillespie, architect
- Sir James Heriot-Maitland
- Sir John Home
- Andrew Kirkaldy (golfer)
- Vice-Admiral Dashwood Fowler Moir, famed for his actions in the Battle of Jutland and who lost his life protecting the Atlantic Convoy
- Charles Metcalfe Ochterlony, 2nd baronet Ochterlony
- James Bell Pettigrew
- Lyon Playfair, Baron Playfair
- William Smoult Playfair
- Prof Thomas Purdie FRS
- Andrew Maitland Ramsay
- Prof David George Ritchie
- Prof John Tulloch
- Charles Wordsworth